# Mangora craigae
Mangora craigae Levi, 2005 è un ragno appartenente alla famiglia Araneidae.

## Etimologia
Il nome proprio della specie è in onore dell'aracnologa e collezionista statunitense Catherine Craig

## Caratteristiche
L'olotipo maschile rinvenuto ha dimensioni: cefalotorace lungo 1,6mm, largo 1,3mm; opistosoma lungo 1,9mm.

## Distribuzione
La specie è stata reperita nella Costa Rica occidentale: all'interno della foresta pluviale di Monteverde, a 1580 metri di altitudine, nella provincia di Puntarenas.

## Tassonomia
Al 2014 non sono note sottospecie e dal 2005 non sono stati esaminati nuovi esemplari.